# Limfoblast
Limfoblást je matična, nezrela celica limfocitopoetske vrste, ki se razvije v limfocit. Kadar gre za predhodniško celico limfocita B, govorimo o limfoblasti B, limfoblast T pa se razvije v limfocit T. Limfoblast meri do 20 µm in vsebuje okroglo ali ovalno jedro ter malo bazofilne in ob robu svetlejše citoplazme. Limfoblasti so oblika naivnih limfocitov (ki še niso prišli v stik s specifičnim antigenom). Naivni limfocit se ob stiku z antigenom, ki mu ga predstavi antigen predstavitvena celica, aktivira; povečata se celično jedro in prostornina citoplazme, hkrati pa poteka sinteza informacijske RNK in beljakovin. Limfoblast se začne deliti in tvoriti klone izvorne naivne celice, nakar pa se deleče se celice diferencirajo v efektorske limfocite (plazmatke pri limfocitih B ter celice ubijalke in celice pomagalke pri limfocitih T).
Nenadzorovana rast limfoblastov (iz limfatične vrste B ali T) povzroči krvnega raka, imenovanega akutna limfoblastna levkemija.
Mikroskopsko se limfoblasti razlikujejo od mieloblastov po slabše razmejenem jedrcu in bolj strnjenem kromatinu v jedru ter odsotnosti citoplazemskih zrnc. Vendar pa razlike niso tako enoznačne in gotov rezultat omogoča šele imunološko barvanje s protitelesi, ki prepoznajo značilne celične receptorje za označevalce pripadnosti.